# Arman Soldin
Arman Soldin   (Sarajevo, 21 de març de 1991 - Txàssiv Iar, 9 de maig de 2023) va ser un periodista francès. Va ser assassinat el 9 de maig de 2023 mentre cobria la invasió russa d'Ucraïna.
Soldin va néixer a Sarajevo. Va treballar a Roma, a l'Agence France-Presse des del 2015, i després a Londres. Com que la invasió russa va començar el febrer de 2022, va ser enviat immediatament a Ucraïna amb l'equip de l'Agence France-Presse per cobrir la invasió. Més tard va haver de tornar, en contra dels seus desitjos, però va tornar a Ucraïna el setembre de 2022, treballant com a coordinador de vídeo.
El 9 de maig de 2023, l'equip es trobava a prop de la ciutat de Chasiv Yar, óblast de Donetsk, juntament amb un destacament de soldats ucraïnesos. Soldin va ser assassinat per un coet que va explotar prop del lloc on estava estirat, ningú més va resultar ferit. Soldin tenia 32 anys en el moment de la seva mort.